# Eureka (hrabstwo Winnebago)
Eureka – jednostka osadnicza w Stanach Zjednoczonych, w stanie Wisconsin, w hrabstwie Winnebago.